# 한겸 (연예인)
한겸(본명: 송한겸, 1996년 7월 17일 ~ )은 현 세븐어클락의 멤버이다.
옛날이름 송연근이다.

## 학력
- 서울안평초등학교 (졸업)
- 장평중학교 (졸업)
- 동국대학교 사범대학 부속고등학교 (졸업)

## 믹스나인

### 데뷔 후
믹스나인에서 6등으로 최종 데뷔에 성공했다.